# ヒュンダイ・i40
i40（アイフォーティー）は韓国のヒョンデ自動車が主にヨーロッパで販売していた中型乗用車である。
ヒョンデのラインナップにおいてはヴェロスターやi30とともにPYL（「PREMIUM YOUNIQUE（YOU+UNIQUEの造語） LIFESTYLE」）路線を担う。

## 概要
ドイツ・リュッセルスハイムにあるヒョンデの欧州R&Dにてプロジェクトコード名「VF」として、YF型ソナタのプラットフォームをベースに欧州Dセグメント市場戦略車種として開発された。欧州市場において従来のNF型ソナタの後継車種として販売される予定である。2011年ジュネーブショーでワゴンが先行発表、7月に発売、その後セダンが投入される。日本ではヒュンダイは乗用車の販売から事実上撤退して大型高速・観光バスのユニバースのみを販売しているが、2011年の東京モーターショーにはLPGとのバイフューエルシステムを搭載したi40がLPガス自動車普及促進協議会（輸入・施工業者は大分県の「有限会社クレイドル」）により出展されたほか、現代自動車ジャパン（現:Hyundai Mobility Japan）が社用車用途で英国仕様の右ハンドル車を並行輸入していた。
また、ヒョンデが2012年に日本で開催される第6回FIFA U-20女子ワールドカップのメインスポンサーであることから、同大会の大会事務局にアゼーラ（5代目グレンジャーの北米仕様車）とともに本車が提供されている。
ボディタイプはセダン（韓国市場ではi40サルーン）とステーションワゴン（i40ツアラー、韓国市場ではi40）の2種類が用意され、2011年3月のジュネーヴモーターショーおよびソウルモーターショー
に（後者は「VF」として）ワゴンが、5月のバルセロナモーターショーにてセダンがそれぞれ発表され、その後、欧州市場にて発売が開始された。
なお、ワゴンについては、本来発売予定のなかった韓国市場へ2011年9月1日から投入され、2012年1月18日にはエラントラとソナタの間を埋めるべく、セダンも「i40サルーン」として追って投入されたため、韓国市場においても両方出揃う形となった。同車はオーストラリア市場やイギリス市場にも導入されるため、左・右ハンドルとも製造される。製造は韓国・蔚山工場。
スタイリングは近年のヒョンデ車同様 "fluidic sculpture"（流体の彫刻）と呼ばれるデザイン言語が導入されている。搭載されるエンジンはすべて直列4気筒であり、ガソリンが1.6L（ガンマ）と新開発の2.0 GDi（Nu）の2種類（市場によりGDi＜筒内直噴ストイキ＞かNA、ディーゼルが1.7L(U2)で低出力版と高出力版の2種類が用意される）。トランスミッションは6速MTまたは6速ATとなる。
尚、当モデルは韓国国内においては「韓国カー・オブ・ザ・イヤー2012」を受賞している。
2015年1月26日、ほぼ3年ぶりとなる大幅改良を実施。ワゴン、サルーンともフロントは”fluidic sculpture 2.0”に則った大型シングルフレームグリルを、リヤには新意匠のLEDコンビレンズを採用した。また、ワゴンには「スマートテールゲート」と呼ばれる電動ゲートが新たに採用された。1.7L・e-VGTディーゼルエンジンはISGシステムを組み合わせてユーロ6レベルに対応させたことで排ガス性能が向上し、新たに7速デュアルトランスミッションと組み合わせた。

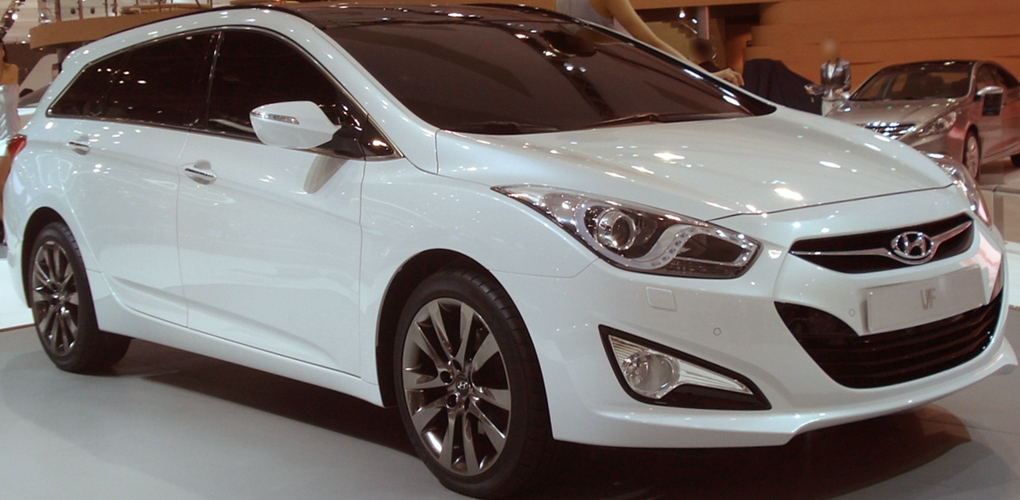
コンセプトモデル「VF」フロント
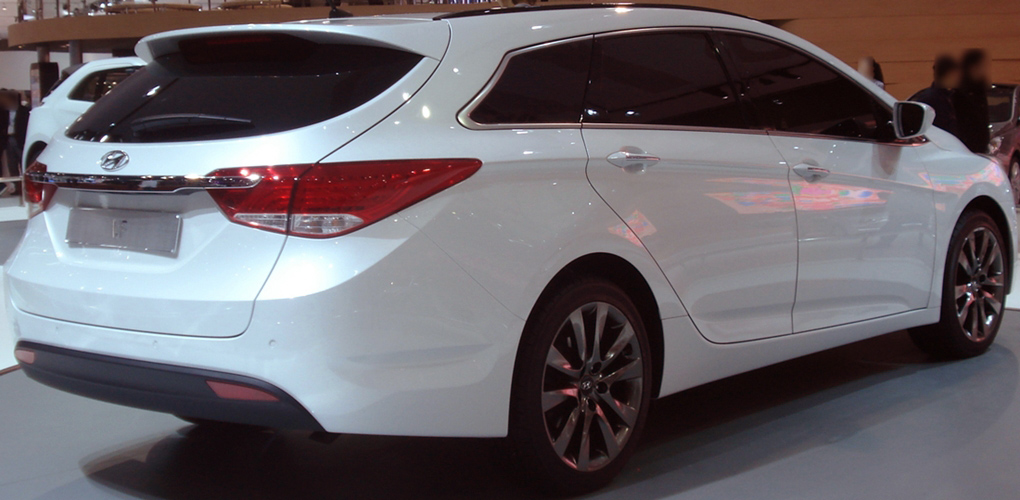
コンセプトモデル「VF」リヤ
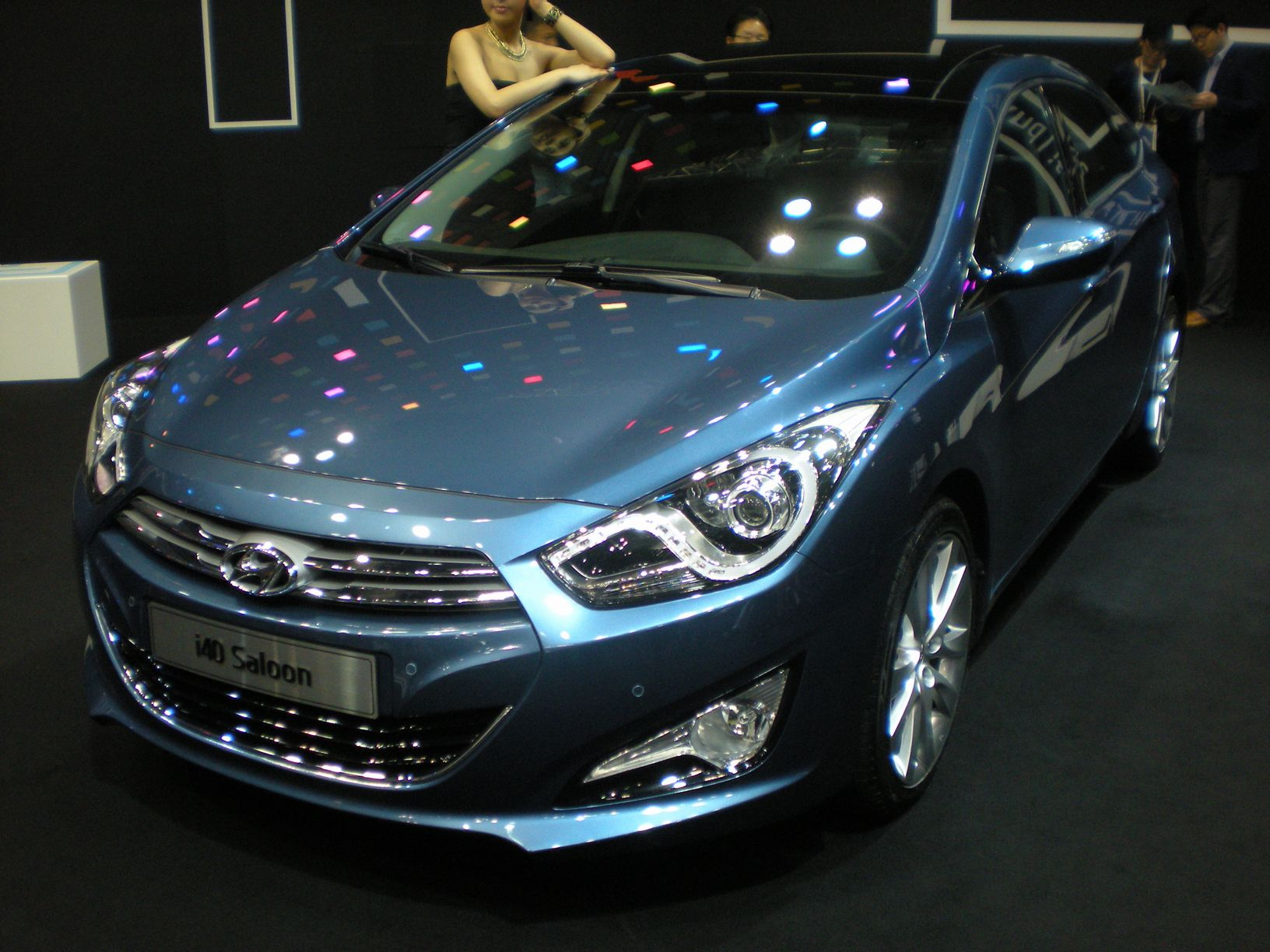
韓国仕様　i40サルーン　前期　フロント
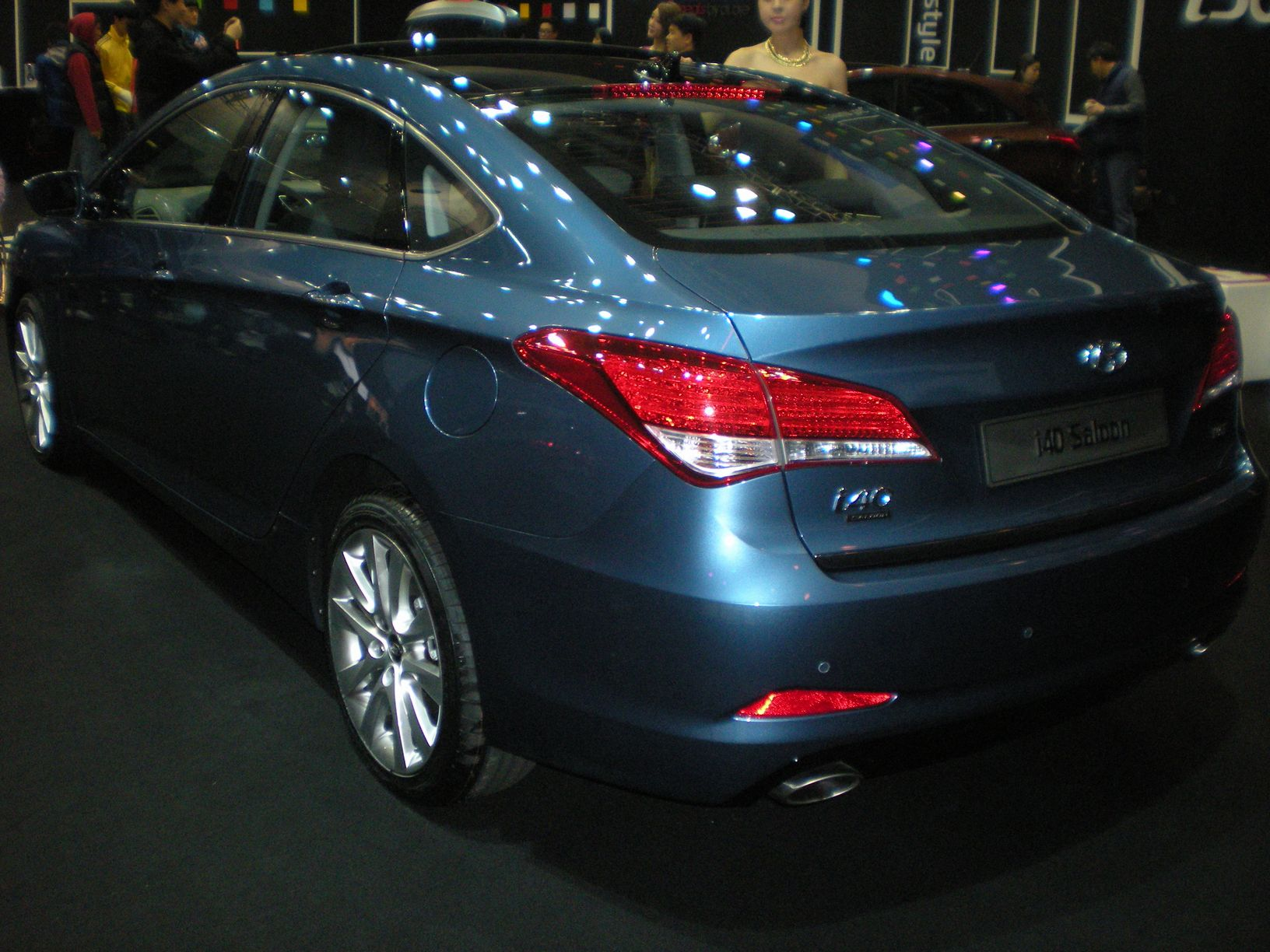
韓国仕様　i40サルーン　前期　リア